# サディスティックス
サディスティックス（Sadistics）は、1976年から1978年まで活動した日本のバンド。

## メンバー
| 人名                           | 生年月日                                     | 出身地               | 担当       |
| ------------------------------ | -------------------------------------------- | -------------------- | ---------- |
| 高橋幸宏 （たかはし ゆきひろ） | 1952年6月6日 （2023年1月11日死去〈70歳没〉） | 東京都目黒区         | ドラムス   |
| 高中正義 （たかなか まさよし） | 1953年3月27日（72歳）                        | 東京都品川区大井     | ギター     |
| 後藤次利 （ごとう つぐとし）   | 1952年2月5日（73歳）                         | 東京都品川区西五反田 | ベース     |
| 今井裕 （いまい ゆう）         | 1949年3月31日（76歳）                        | 大阪府浪速区日本橋   | キーボード |

## 概略

### デビュー
1975年末のサディスティック・ミカ・バンド突然の解散により、バックメンバーとして演奏していた高橋幸宏、高中正義、後藤次利、今井裕によって1976年春に結成された。"サディスティックス"という名称は、アルバム『黒船』収録のインストルメンタルの作曲者として登場し、ロキシー・ミュージックのオープニング・アクトとして演奏した英国ツアー時(1975年10月2日～3週間)、当地のメディアにも同様の名称が使用されていた。ツアーでの好評価が結成の原動力となった。

### 1stアルバム『Sadistics』のリリース
1977年6月、1stアルバム『Sadistics』発売。もともとは高橋幸宏が来るべきソロ・アルバムに想定していた「海賊」というイメージに、ミカバンド時代からの、エキゾティックな和洋折衷スタイルやイギリス風味の諧謔を引き継いだ点が特徴とみられる。ゲスト・ボーカリストとして、Tan Tan（大空はるみ、森野多恵子）、Rajie、桑名晴子、Alex Easleyなどが起用された。その一方、ミカ・バンド時代から彼らの「世界を見ているアレンジ」に惹かれていたという矢沢永吉のバック・バンドに起用され、1976年7月24日の日比谷野外音楽堂での矢沢のソロ・ライブに参加。ライブ・アルバム『THE STAR IN HIBIYA』に収録された。1999年9月15日に、横浜競技場で行われた50才バースディコンサートにて同じメンバーによって「恋の列車はリバプール発」が再演された。
サディスティックスと並行して、ソロ・アーティストとしても活動を始め、『SEYCHELLES』（高中）、『A Cool Evening』（今井）、『サラヴァ!』（高橋）を経て、1978年8月、2ndアルバム『WE ARE JUST TAKING OFF』発売。メンバー各自の認知度が上がり、それぞれが目指すソング・ライティングの出発点がここに提示されている。その後、後藤もソロ・アルバム『Mr.Bassman』を発表した。

### 活動休止、その後
その後、数々のアーティストのレコーディング・セッションに参加。グループとしては、BUZZ、下田逸郎、浜田省吾、小林啓子、竹内まりや、桑名正博、井上陽水など多数。メンバーの多忙さもあって、バンド存続への関心が次第に薄れ、2ndアルバム発売直後の1978年8月29日、九段会館で行われたライブ（ゲストにペッカー、斉藤ノブ、村上秀一を迎えた）をもって活動を休止した。
1979年1月その活動を休止する前、最後の模様を収録したライブ・アルバム『Live Show』発売（2016年3月16日、その当時立合のエンジニアだった高田英男により新たなリミックス及び編集がなされて最新リマスタリング盤として再発）。
加藤和彦によってピックアップされた由縁をもつサディスティックス、その後については、高中は日本を代表するギタリストとして活躍。高橋はイエロー・マジック・オーケストラへの参加、そして海外進出し成功を収めたが、2023年1月11日に70歳で死去した。今井はイミテーションを結成後、音楽プロデューサーに、次世代のアーティストと交流。後藤はセッション・プレイヤー、日本のポップスにとってなくてはならないプロデューサー、また作曲家として活躍している。

## ディスコグラフィ

### オリジナル・アルバム
|                     | 発売日              | タイトル               | 規格                | 規格品番            |
| VICTOR ⁄ INVITATION | VICTOR ⁄ INVITATION | VICTOR ⁄ INVITATION    | VICTOR ⁄ INVITATION | VICTOR ⁄ INVITATION |
| ------------------- | ------------------- | ---------------------- | ------------------- | ------------------- |
| 1st                 | 1977年6月25日       | Sadistics              | LP                  | VIH-6003            |
| 2nd                 | 1978年8月25日       | WE ARE JUST TAKING OFF | LP                  | VIH-6026            |

### ライブ・アルバム
|                     | 発売日              | タイトル            | 規格                | 規格品番            |
| VICTOR ⁄ INVITATION | VICTOR ⁄ INVITATION | VICTOR ⁄ INVITATION | VICTOR ⁄ INVITATION | VICTOR ⁄ INVITATION |
| ------------------- | ------------------- | ------------------- | ------------------- | ------------------- |
| 1st                 | 1979年1月25日       | Live Show           | LP                  | VIH-6036            |

### ベスト・アルバム
|                     | 発売日              | タイトル             | 規格                | 規格品番            |
| VICTOR ⁄ INVITATION | VICTOR ⁄ INVITATION | VICTOR ⁄ INVITATION  | VICTOR ⁄ INVITATION | VICTOR ⁄ INVITATION |
| ------------------- | ------------------- | -------------------- | ------------------- | ------------------- |
| 1st                 | 1979年              | THE LAST SHOW        | LP                  | VIH-6048            |
| 2nd                 | 1980年              | ザ・ベスト           | LP                  | VIH-28015           |
| 3rd                 | 1986年4月21日       | ベスト・コレクション | CD                  | VDR-1185            |
| 3rd                 | 1989年10月21日      | ベスト・コレクション | CD                  | VDRY-25004          |